# AT-ST
L'AT-ST (All Terrain Scout Transport) va ser un disseny de l'Imperi Galàctic que va reemplaçar un model similar durant els temps de la República Galàctica. Era per dur un parell de pilots i estava proveït de dues altes potes i un "cap" ple d'armes on estava allotjada la cabina. Aquests vehicles van aparèixer la batalla de Hoth a L'Imperi contraataca, així com en la batalla d'Endor, a El retorn del jedi. Més endavant va aparèixer també a Star Wars Rebels, Rogue One i The Mandalorian.